# Rodrigo Huescas
Rodrigo Jhossel Huescas Hurtado (født 18. september 2003) er en mexicansk professionel fodboldspiller, der spiller som kant eller højre back for den danske superligaklub F.C. København og for Mexicos landshold. Han har tidligere spillet for Liga MX-klubben Cruz Azul.

## Karriere

### Klubkarriere
Huescas har spillet i den mexikanske klub Cruz Azul sien ungdomsårene. Han rykkede i 2021 op på klubbens førstehold.
Han skiftede i juli 2024 til F.C. København på en femårig kontrakt.

### Landsholdskarriere
Huescas har spillet en række kampe for Mexicos ungdomslandshold. Han fik seniordebut for Mexicos landshold den 31. maj 2024 i en venskabskamp mod Bolivia, hvor Mexico vandt 1-0. 

## Privatliv

### Sag om vanvidskørsel
Den 25. januar 2025 kl. 04.40, kørte Huescas 111 km i timen hen ad Kalvebod Brygge i sin BMW 4, hvor man ellers kun må køre 50 km i timen. Hans BMW blev konfiskeret af politiet og kørekortet inddraget. Det er i pressen hævdet, at Huescas risikerer at blive udvist fra fra Danmark. Huescas blev i maj idømt 20 dages ubetinget fængsel for handlingen, og kan ansøge om at spille med fodlænke, som det skete for Arek Onyszko i 2009.